# Jacques Charles François Sturm
Jacques Charles François Sturm ForMemRS (sinh ngày 29 tháng 9 năm 1803 – mất ngày 15 tháng 12 năm 1855) là nhà toán học người Pháp.

## Cuộc sống và Nghiên cứu
Sturm được sinh ra ở Geneva (sau đó là một phần của Pháp) vào năm 1803.  Gia đình và cha của ông, Jewn-Henri Sturm, đã di cư từ Strasbourg vào khoảng 1760 - khoảng 50 năm trước khi Charles-François's chào đời. Mẹ của ông ấy tên là Jeanne-Louise-Henriette Gremay. Vào năm 1818, ông bắt đầu theo học ở học viện Geneva. Vào năm 1819, thì cha của ông qua đời buộc ông phải dạy thêm cho những đứa trẻ có gia đình giàu có để kiếm thêm tiền trang trải cho gia đình mình. Vào năm 1823,ông trở thành gia sư cho con trai của Madame de Staël.
Vào cuối năm 1823, Sturm ở lại Paris một thời gian ngắn sống cùng với gia đình học sinh của mình. Ông quyết định, cùng với đồng nghiệp của mình - Colladon, để thử kiếm việc làm ở Paris, và họ đã kiếm được việc làm ở tờ báo Bulletin universel. Vào năm 1829, ông phát hiện ra  việc xác định số lượng và nội địa hóa các nghiệm của một đa thức bao gồm giữa các giới hạn nhất định.
Sturm được hưởng lợi từ cuộc cách mạng năm 1830, vì đức tin Tin Lành của ông không còn là trở ngại cho việc làm trong các trường trung học công lập. Cuối năm 1830, ông được bổ nhiệm làm giáo sư của Mathématiques Spéciales tại collège Rollin.
Ông được chọn làm thành viên của Viện Hàn lâm Khoa học Pháp vào năm 1836, kế thừa André-Marie Ampère. Sturm đã trở thành répétiteur in 1838, và vào năm 1840 ông làm giáo sư tại Trường Bách khoa Paris. Cùng năm đó, sau khi  SD Poisson mất, Sturm được bổ nhiệm làm giáo sư cơ học tại Faculté des sciences de Paris. Tác phẩm của ông, Cours d'analyse de l'école polytechnique (1857–1863) và Cours de mécanique de l'école polytechnique (1861), được xuất bản sau khi ông qua đời tại Paris, và thường xuyên được tái bản.
Ông là đồng tên của Lý thuyết Sturm-Liouville với Joseph Liouville. Định lý Sturm là một kết quả cơ bản để đếm và tìm ra các số thực của các đa thức.
Vào năm 1826, cùng với đồng nghiệp Jean-Daniel Colladon, Sturm đã xác định thử nghiệm vận tốc âm thanh đầu tiên trong nước..
Vào năm 1851, sức khỏe của ông bắt đầu yếu kém. Ông đã có thể trở lại giảng dạy một thời gian, nhưng vào năm 1855 ông đã qua đời.
Tiểu hành tinh 31043 Sturm được đặt theo tên ông. Ông là một trong 72 nhân vật được ghi tên được ghi tên trên Tháp Eiffel.

## Giải thưởng
- Grand prix de Mathématiques (4 tháng 12 năm 1834)
- Thành viên của học viện Berlin (1835)
- Thành viên của học viện Saint-Petersburg (1836)
- Cán bộ của Légion d'Honneur (1837)
- Huy chương Copley của Hội Hoàng gia Luân Đôn (1840)
- Thành viên của  Hội Hoàng gia Luân Đôn (1840)

## Văn bản
- Cours d'analyse de l'Ecole polytechnique. Tome premier (Gauthier-Villars, 1877)
- Cours d'analyse de l'Ecole polytechnique. Tome second (Gauthier-Villars, 1877)
- Cours de mécanique de l'Ecole polytechnique (Gauthier-Villars, 1883)